# Moravskoslezské hnutí
Moravskoslezské hnutí (MSH) bylo malé moravské politické hnutí, které vzniklo krátce po zvolení Jana Kryčera předsedou Hnutí za samosprávnou demokracii - Společnost pro Moravu a Slezsko (8. června 1991) jako platforma v rámci HSD-SMS. Ustavující sněm MSH se konal na konci září 1991 a 23. prosince téhož roku byla provedena registrace nového moravského subjektu pod názvem Moravskoslezské hnutí (MSH) se sídlem v Přerově.
MSH samo sebe považovalo za akceschopné jádro, které bude pokračovat v plnění odkazu zesnulého předsedy HSD-SMS Boleslava Bárty a trvali na jeho koncepci trojfederalizace Československa na spolkové země Čechy, Moravu se Slezskem a Slovensko. Jeho hlavním cílem bylo tedy vytvoření spolkového státu.
V programových zásadách se MSH odvolávalo na prohlášení Václava Havla pronesené v roce 1990 v Brně, ve kterém prezident doporučil, aby si Moravané svá práva vybojovali. Na základě této výzvy MSH ve svých programových zásadách uvádí: "Proto budeme svá nejen historická práva prosazovat všemi politickými prostředky, tedy i radikálními mimoparlamentními cestami."
Hnutí bylo jen okrajovým subjektem moravského hnutí, kromě Přerovska jinde nepůsobilo, a ani tam se v komunální politice nějak významněji neprosadilo. 28. 12. 1995 zemský sněm hnutí rozhodl o jeho rozpuštění a sloučení s Moravskou národní stranou (MNS).

## Volební výsledky

### Volby do obecních zastupitelstev 1994
| Volby                   | Počet hlasů | %     | Počet mandátů |
| ----------------------- | ----------- | ----- | ------------- |
| Celá ČR                 | 6 954       | 0,01  | 5             |
| Brodek u Přerova        | 2 545       | 19,26 | 3             |
| Kojetín                 | 4 409       | 7,85  | 2             |
| Přerov (společně s KSU) | 4 088       | 0,64  | 0             |